# Trichopeza liliae
Trichopeza liliae är en tvåvingeart som beskrevs av Yang, Grootaert och Horvat 2005. Trichopeza liliae ingår i släktet Trichopeza och familjen Brachystomatidae. Inga underarter finns listade i Catalogue of Life.